# Historique du parcours européen du Füchse Berlin
Cet article présente l'historique du parcours européen du Füchse Berlin depuis sa fondation.
| Saison    | Compétition         | Tour                       | Club                     | Aller       | Total       | Retour      | Club                     |
| --------- | ------------------- | -------------------------- | ------------------------ | ----------- | ----------- | ----------- | ------------------------ |
| 1982-1983 | Coupe IHF           | Deuxième tour préliminaire | BM Granollers            | 20 – 23     | 38 – 52     | 18 – 29     | Reinickendorfer Füchse   |
| 1982-1983 | Coupe IHF           | Quart de finale            | SC Empor Rostock         | 16 – 18     | 40 – 40     | 14 – 12     | Reinickendorfer Füchse   |
| 1982-1983 | Coupe IHF           | Demi-finale                | Reinickendorfer Füchse   | 15 – 19     | 30 – 36     | 15 – 17     | ZTR Zaporijia            |
| 1984-1985 | Coupe des coupes    | Huitième de finale         | Reinickendorfer Füchse   | 20 – 16     | 32 – 39     | 12 – 23     | TSV St. Otmar Saint-Gall |
| 2011-2012 | Ligue des champions | Groupe B                   | Medvedi Tchekhov         |             | 31-31       |             | Füchse Berlin            |
| 2011-2012 | Ligue des champions | Groupe B                   | Füchse Berlin            |             | 30 – 27     |             | KS Kielce                |
| 2011-2012 | Ligue des champions | Groupe B                   | Bjerringbro-Silkeborg    |             | 25 – 30     |             | Füchse Berlin            |
| 2011-2012 | Ligue des champions | Groupe B                   | Füchse Berlin            |             | 33 – 37     |             | BM Atlético de Madrid    |
| 2011-2012 | Ligue des champions | Groupe B                   | Füchse Berlin            |             | 24 – 29     |             | Veszprém KSE             |
| 2011-2012 | Ligue des champions | Groupe B                   | Veszprém KSE             |             | 24 – 33     |             | Füchse Berlin            |
| 2011-2012 | Ligue des champions | Groupe B                   | KS Kielce                |             | 32 – 29     |             | Füchse Berlin            |
| 2011-2012 | Ligue des champions | Groupe B                   | Füchse Berlin            |             | 31 – 28     |             | Medvedi Tchekhov         |
| 2011-2012 | Ligue des champions | Groupe B                   | BM Atlético de Madrid    |             | 32 – 27     |             | Füchse Berlin            |
| 2011-2012 | Ligue des champions | Groupe B                   | Füchse Berlin            |             | 28 – 27     |             | Bjerringbro-Silkeborg    |
| 2011-2012 | Ligue des champions | Huitième de finale         | Füchse Berlin            | 32 – 30     | 56 – 53     | 24 – 23     | HSV Hambourg             |
| 2011-2012 | Ligue des champions | Quart de finale            | Reale Ademar León        | 34 – 23     | 52 – 52     | 18 – 29     | Füchse Berlin            |
| 2011-2012 | Ligue des champions | Demi-finale                | Füchse Berlin            |             | 24 – 25     |             | THW Kiel                 |
| 2011-2012 | Ligue des champions | Match pour la 3e place     | Füchse Berlin            |             | 21 – 26     |             | AG Copenhague            |
| 2012-2013 | Ligue des champions | Groupe D                   | Füchse Berlin            |             | 29 – 25     |             | HC Dinamo Minsk          |
| 2012-2013 | Ligue des champions | Groupe D                   | FC Barcelone             |             | 34 – 23     |             | Füchse Berlin            |
| 2012-2013 | Ligue des champions | Groupe D                   | SC Pick Szeged           |             | 22 – 29     |             | Füchse Berlin            |
| 2012-2013 | Ligue des champions | Groupe D                   | Füchse Berlin            |             | 31 – 27     |             | Kadetten Schaffhausen    |
| 2012-2013 | Ligue des champions | Groupe D                   | Füchse Berlin            |             | 29 – 27     |             | RK Zagreb                |
| 2012-2013 | Ligue des champions | Groupe D                   | RK Zagreb                |             | 24 – 25     |             | Füchse Berlin            |
| 2012-2013 | Ligue des champions | Groupe D                   | HC Dinamo Minsk          |             | 31 – 24     |             | Füchse Berlin            |
| 2012-2013 | Ligue des champions | Groupe D                   | Füchse Berlin            |             | 31 – 30     |             | FC Barcelone             |
| 2012-2013 | Ligue des champions | Groupe D                   | Kadetten Schaffhausen    |             | 35 – 40     |             | Füchse Berlin            |
| 2012-2013 | Ligue des champions | Groupe D                   | Füchse Berlin            |             | 29 – 24     |             | SC Pick Szeged           |
| 2012-2013 | Ligue des champions | Groupe D                   | Füchse Berlin            |             | 29 – 24     |             | SC Pick Szeged           |
| 2012-2013 | Ligue des champions | Huitième de finale         | BM Atlético de Madrid    | 29-29       | 56 – 55     | 27 – 26     | Füchse Berlin            |
| 2013-2014 | Ligue des champions | Tournoi wild-card          | Füchse Berlin            | 30-30       | 56 – 57     | 26 – 27     | HSV Hambourg             |
| 2013-2014 | Coupe EHF           | Troisième tour             | Füchse Berlin            | 22 – 20     | 43 – 40     | 21 – 20     | HC Meshkov Brest         |
| 2013-2014 | Coupe EHF           | Groupe 4                   | Füchse Berlin            |             | 30 – 27     |             | Chambéry Savoie Handball |
| 2013-2014 | Coupe EHF           | Groupe 4                   | HC Sporta Hlohovec       |             | 27 – 33     |             | Füchse Berlin            |
| 2013-2014 | Coupe EHF           | Groupe 4                   | HCM Constanța            |             | 31-31       |             | Füchse Berlin            |
| 2013-2014 | Coupe EHF           | Groupe 4                   | Füchse Berlin            |             | 28 – 26     |             | HCM Constanța            |
| 2013-2014 | Coupe EHF           | Groupe 4                   | Chambéry Savoie Handball |             | 30 – 27     |             | Füchse Berlin            |
| 2013-2014 | Coupe EHF           | Groupe 4                   | Füchse Berlin            |             | 34 – 28     |             | HC Sporta Hlohovec       |
| 2013-2014 | Coupe EHF           | Demi-finale                | Füchse Berlin            |             | 22 – 24     |             | SC Pick Szeged           |
| 2013-2014 | Coupe EHF           | Petite finale              | HCM Constanța            |             | 28 – 29     |             | Füchse Berlin            |
| 2014-2015 | à compléter         | à compléter                | à compléter              | à compléter | à compléter | à compléter | à compléter              |
| 2015-2016 | à compléter         | à compléter                | à compléter              | à compléter | à compléter | à compléter | à compléter              |
| 2016-2017 | à compléter         | à compléter                | à compléter              | à compléter | à compléter | à compléter | à compléter              |
| 2017-2018 | à compléter         | à compléter                | à compléter              | à compléter | à compléter | à compléter | à compléter              |

## Adversaires européens
- HSV Hambourg
- SC Empor Rostock
- THW Kiel
- HC Dinamo Minsk
- HC Meshkov Brest
- RK Zagreb
- AG Copenhague
- Bjerringbro-Silkeborg
- BM Atlético de Madrid
- BM Granollers
- Reale Ademar León
- FC Barcelone
- Chambéry Savoie Handball
- Veszprém KSE
- SC Pick Szeged
- KS Kielce
- HCM Constanța
- Medvedi Tchekhov
- HC Sporta Hlohovec
- Kadetten Schaffhausen
- TSV St. Otmar Saint-Gall
- ZTR Zaporijia